# Gorfion
Gorfion je planina na granici Lihtenštajna i Austrije u lancu Rätikon u istočnim Alpama, s visinom od 2,308 m.

## Vanjske poveznice
|  | Zajednički poslužitelj ima još gradiva o temi Gorfion |